# Arte contra a Barbárie
O movimento Arte contra a Barbárie foi organizado em São Paulo por grupos teatrais inconformados com os obscuros critérios de seleção para a obtenção de recursos provenientes da Lei Rouanet (devido ao seu gerenciamento privado, embora sejam recursos públicos) e que não objetivavam manter-se através da mercantilização de sua produção. O movimento “Arte Contra a Barbárie” organizado por diversos grupos de teatro e o povo da cultura atuante na cidade de São Paulo, surgiu no período em que Fernando Henrique Cardoso tentava implantar os preceitos do Consenso de Washington .

## Histórico

### Primeiro Manifesto Arte contra a Barbárie
O primeiro manifesto do movimento arte contra a barbárie foi lançado em 1999 após intensas discussões sobre o rumo da cultura em São Paulo. Os artistas signatários do manifesto "Arte contra a barbárie" foram  Aimar Labaki, Beto Andretta, Carlos Francisco Rodrigues, César Vieira, Eduardo Tolentino, Fernando Peixoto, Gianni Ratto, Hugo Possolo, Marco Antonio Rodrigues, Reinaldo Maia, Sérgio de Carvalho, Tadeu de Souza, Márcia de Barros, e Umberto Magnani. Também participaram do movimento os grupos teatrais Companhia do Latão, Folias D'Arte, Parlapatões, Pia Fraus, Grupo TAPA, União e Olho Vivo e Monte Azul.
Alegavam que a política de renúncia fiscal, a Lei Rouanet, não contemplava o tipo de teatro que esses artistas produziam. Conforme arguição do movimento, os profissionais de marketing pareciam não se interessar por determinados tipos de teatro, que não davam visibilidade e lucro às empresas que destinavam parte dos impostos (verba pública) a eles. O movimento também discutia o papel do teatro na sociedade, como se relacionava com o público e se existia um público em um momento que o pensamento predominante, neoliberal não parecia estar disposto a uma cultura que discutisse os seus valores. A conclusão dessas discussões provocaram a formulação do primeiro manifesto. 

### O Segundo Manifesto
O segundo manifesto foi publicado em dezembro de 1999, e surgiu como uma pressão sobre o poder público. Muito embora o primeiro manifesto tenha gerado um fervor entre a classe e ampliado a discussão, era pouco propositivo e pouco impositivo na transformação da política cultural pelo Estado. O segundo manifesto conseguiu ampliar ainda mais a discussão e o número de integrantes do movimento.

### O Terceiro Manifesto
Já a terceira versão do manifesto, lançado em 2000, possui muito mais organicidade, que é produto do aprofundamento do debate e da luta política do movimento. Em 2002, o movimento conquistou a segunda vitória importante (já que a primeira foi a organização e politização de grupos teatrais): a aprovação da Lei de Fomento Municipal de São Paulo, além da criação do jornal de intervenção “O Sarrafo”.
Marco Antonio Rodrigues, um dos líderes do movimento e diretor de teatro do grupo Folias D’Arte, definiu em entrevista à Revista Camarim o Manifesto: “movimento que reúne fazedores de teatro (artistas e grupos), de caráter reflexivo, nascido a partir da constatação que as políticas públicas de cultura no Brasil, que sempre tiveram um caráter elitista, se agudizam na atuação dos governos contemporâneos. A única política que enfaticamente é praticada se constrói através das leis de incentivo à cultura, que baseadas na renúncia fiscal, transferem à iniciativa privada o fomento da atividade artística. É o repasse de dinheiro público para quem dele não precisa, já que basicamente o empresariado apoia eventos artísticos comerciais e de grande visibilidade. A cena prospectiva, investigativa, crítica, que é o que alavanca e distingue a arte do comércio puro e simples, vai sendo sufocada. Por um corpo de ideias que forje a construção de uma política cultural pública e democrática é que se reúne o Movimento Arte Contra Barbárie. Cultura é prioridade do Estado, já que é a medida do grau de humanidades ou da barbárie de uma nação.”
O movimento se expandiu nesses anos e além das pessoas e grupos já citados outros se agregaram, como Luah Guimarães, Ciléia Biaggioli e Teatro de Rocokóz.
O terceiro manifesto, utilizando trechos e palavras idênticas ou semelhantes, constrói um discurso um pouco mais crítico, reivindicando a arte como partícipe da construção de um projeto societário para o Brasil alternativo ao hegemônico. Assim os trechos que se referem de alguma forma ao país o fazem para apresentar a possibilidade/necessidade de transformação. Isto é apresentado em trechos como: 
Cultura é prioridade de Estado, por fundamentar o exercício crítico da  cidadania na construção de uma sociedade democrática. […] Para que o país encontre o caminho da promoção das humanidades e se afaste da barbárie, oficial e não-oficial, são necessárias medidas urgentes e  concretas. Em nossa área, isso significa o fomento  da produção artística continuada e comprometida com a formação crítica do cidadão. (Arte Contra a Barbárie, 2000)
Como visto, é prioridade do terceiro manifesto a criação de um projeto societário: “por fundamentar o exercício crítico da cidadania na construção de uma sociedade  democrática”. Os aspectos ligados à crítica ao modelo de fomento através da renúncia fiscal são aprofundados através de dados e explicações mais claras do significado político e prático desse tipo de política. Além disso, o terceiro manifesto denuncia também a irregularidade do Fundo Nacional da Cultura “que foi criado para fomentar a produção artística que não se rege pela 'lei de mercado'” mas que “não tem tido seus recursos utilizados para essa finalidade” (Arte Contra a Barbárie, 2000).
Para Rodrigues, “o terceiro manifesto é o resultado do acúmulo de um ano de reflexões e discussões sistemáticas”. Nos dois primeiros, os manifestantes apontavam questões que afligiam o movimento artístico-cultural, denunciavam o desmonte dos parcos programas governamentais que existiam, solicitavam informações orçamentárias, relatos sobre aplicações de recursos. 
Os dados que obtiveram confirmam aquilo que empiricamente percebiam. Para Rodrigues, esses dados são alarmantes: basta dizer que em geral, a fatia orçamentária destinada à cultura fica resumida a 0,2% dos recursos públicos. Ou seja, em geral o pensamento no país não chega a valer 1%. O resultado, o cidadão sente na carne: violência e selvageria. Neste sentido, o terceiro manifesto, além de reiterar as denúncias, vai propor à sociedade medidas concretas para inversão destas perversidades (Rodrigues, 2004).